# منتخب النرويج لهوكي الجليد
منتخب النرويج الوطني لهوكي الجليد هو منتخب وطني يمثل النرويج في منافسات هوكي الجليد الدولية، يعتبر من أقوى منتخبات هوكي الجليد في العالم، بدأ منافساته في سنة 1937، نافس في بطولة العالم لهوكي الجليد 60 مرة فاز بالمركز الرابع في بطولة 1951، نافس في الألعاب الأولمبية الشتوية 12 مرة، يحتل حالياً التصنيف التاسع على العالم.